# 720 (numero)
Settecentoventi è il numero naturale dopo il 719 e prima del 721.

## Proprietà matematiche
- È un numero composto coi seguenti 30 divisori: 1, 2, 3, 4, 5, 6, 8, 9, 10, 12, 15, 16, 18, 20, 24, 30, 36, 40, 45, 48, 60, 72, 80, 90, 120, 144, 180, 240, 360, 720. Poiché la somma dei divisori (escluso il numero stesso) è 1698 > 720, è un numero abbondante.
- È un numero altamente composto, esso ha più divisori di tutti i numeri prima di esso.
- È un numero semiperfetto in quanto pari alla somma di alcuni (o tutti) i suoi divisori.
- È il fattoriale di 6, (6!).
- È un numero n con più soluzioni all'equazione φ(x) = n che qualsiasi numero più basso. Ciò lo rende un numero altamente totiente.
- È un numero di Harshad.
- È il prodotto dei voti scolastici d'eccellenza (8 x 9 x 10).
- È un numero palindromo nel sistema di numerazione posizionale a base 11 (5A5).
- È un numero pratico.
- È un numero di Ulam nel sistema numerico decimale.
- È parte delle terne pitagoriche (76, 720, 724), (85, 720, 725), (132, 720, 732), (162, 720, 738), (210, 720, 750), (300, 720, 780), (351, 720, 801), (384, 720, 816), (432, 576, 720), (448, 720, 848), (483, 720, 867), (540, 720, 900), (638, 720, 962) , (650, 720, 970), (714, 720, 1014), (720, 756, 1044), (720, 825, 1095), (720, 960, 1200), (720, 1092, 1308), (720, 1196, 1396) , (720, 1254, 1446), (720, 1350, 1530), (720, 1519, 1681), (720, 1540, 1700), (720, 1653, 1803), (720, 1728, 1872), (720, 1961, 2089), (720, 2100, 2220), (720, 2346, 2454), (720, 2542, 2642), (720, 2652, 2748), (720, 2835, 2925), (720, 3200, 3280), (720, 3564, 3636), (720, 4018, 4082), (720, 4290, 4350), (720, 4773, 4827), (720, 5159, 5209), (720, 5376, 5424), (720, 6460, 6500), (720, 7282, 7218), (720, 8084, 8116), (720, 8625, 8655), (720, 10788, 10812), (720, 12950, 12970), (720, 14391, 14409), (720, 16192, 16208), (720, 21594, 21606), (720, 25915, 25925), (720, 32296, 32404), (720, 43197, 43203), (720, 64798, 64802), (720, 129599, 129601).
- È un numero rifattorizzabile in quanto divisibile per il numero dei propri divisori.
- È un numero congruente.
- È un numero malvagio.

## Astronomia
- 720 Bohlinia è un asteroide della fascia principale del sistema solare.
- NGC 720 è una galassia ellittica della costellazione della Balena.

## Astronautica
- Cosmos 720 è un satellite artificiale russo.